# Winifred Boys-Smith
Winifred Lily Boys-Smith (7 novembre 1865 - 1er janvier 1939) est une artiste et conférencière scientifique britannique, professeur d'université, directrice d'école.

## Biographie
Elle est née à Corsham, Wiltshire, Angleterre le 7 novembre 1865. Elle étudie au Girton College de Cambridge entre 1891 et 1895. Elle suit le cours spécialisé complet pour les tripos en sciences naturelles, mais ne reçoit qu'un certificat car les femmes n'obtenaient pas de diplômes à l'époque.
Elle enseigne au Cheltenham Ladies' College de 1896 à 1906 et à l'Université d'Otago à partir de 1911.
Un neveu, John Sandwith Boys Smith, est maître du St John's College, Cambridge et vice-chancelier de l'Université de Cambridge de 1963 à 1965. Un autre neveu, Humphry Boys Smith, est « l'un des officiers de la marine marchande les plus titrés servant dans la RNR pendant la Seconde Guerre mondiale ».
Lorsque Flowering Plants est publié en 1903, une revue dans Nature qualifie les illustrations de « exceptionnellement bonnes ».
Boys-Smith fait partie du projet « 150 femmes en 150 mots  » de la Royal Society Te Apārangi en 2017, célébrant la contribution des femmes au savoir en Nouvelle-Zélande.

## Livres illustrés
- Charlotte Laurie, Flowering Plants: Their Structure And Habitat, Allman and Sons, 1903
- Charlotte Laurie, A text-book of elementary botany, Allman and Sons, 1905 (lire en ligne)